# Kyllikki Saari

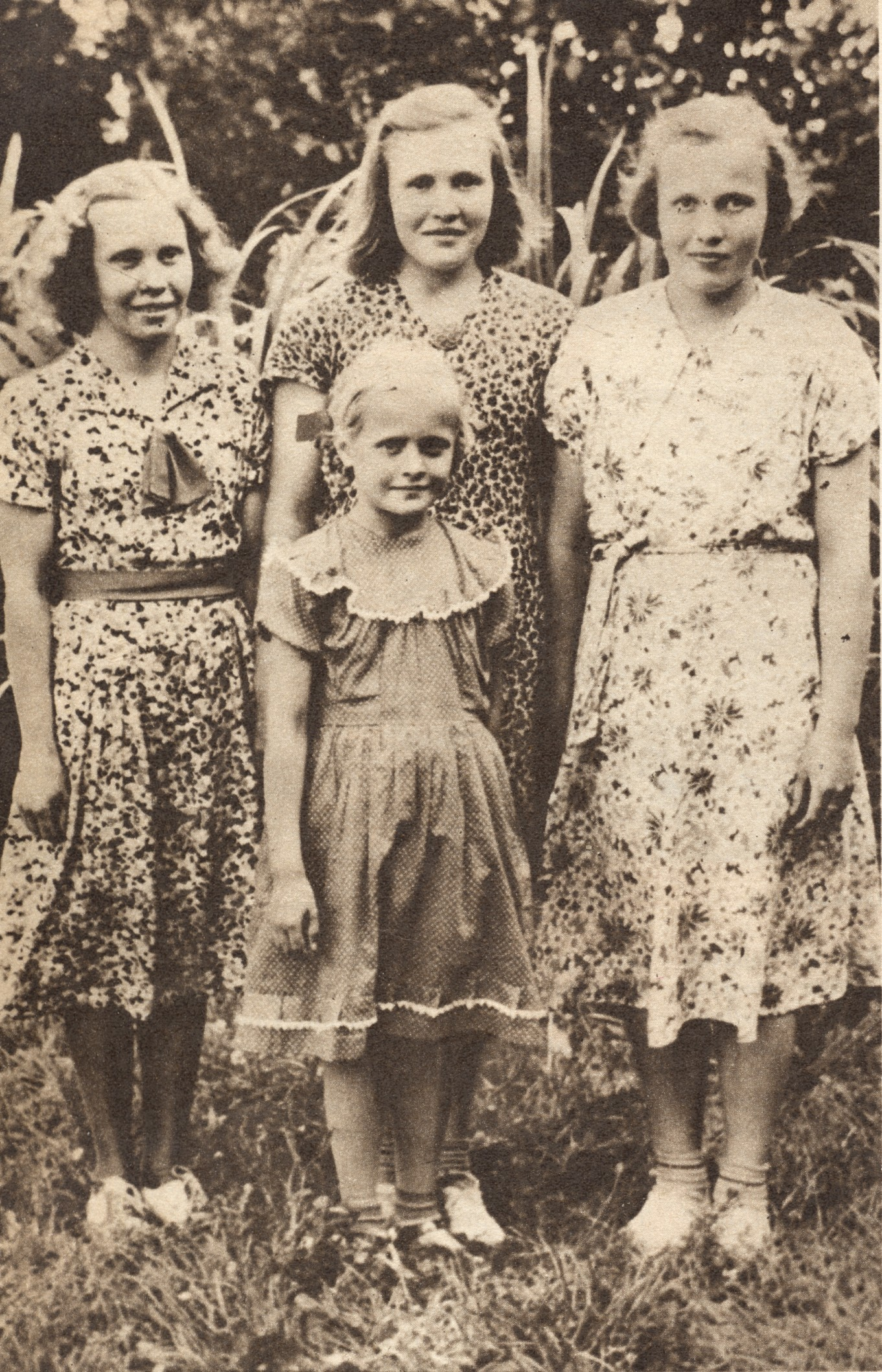
Kyllikki Saari (atrás a la derecha) con sus hermanas.

Auli Kyllikki Saari (6 de diciembre de 1935 - 17 de mayo de 1953) fue una joven finlandesa de 17 años cuyo asesinato en 1953 se convirtió en uno de los casos de homicidio más conocidos en la crónica negra finlandesa, junto con el triple crimen del lago Bodom. Su asesinato en Isojoki sigue sin resolver.

## Contexto
Kyllikki Saari era la tercera de los seis hijos, cuatro mujeres y dos varones, de un granjero devoto. Tras terminar la escuela, con quince años empezó a trabajar de criada en la vicaría del pueblo; asistía allí con regularidad a los servicios religiosos y a los de las parroquias cercanas. Según su familia, era reservada ante desconocidos, no le gustaba ir al baile como a las otras chicas, aun no había tenido novio ni se carteaba con ningún pretendiente. 
Fue vista con vida por última vez el 17 de mayo de 1953. Regresaba en bicicleta a su casa en Isojoki desde una reunión de oración para jóvenes en la iglesia luterana local en Merikarvia cuando, se cree, fue atacada por una persona no identificada. Las autoridades especularon que el asesino pudo haber tenido un motivo sexual, pero no se obtuvieron pruebas que respalden esta teoría debido a la descomposición avanzada del cuerpo. El informe forense solo indicó que la muerte se produjo por un fuerte traumatismo craneal, probablemente con una piedra, que también le rompió la nariz y un pómulo. Aunque el crimen causó gran conmoción y recibió una notable atención de los medios, el asesino nunca ha sido identificado. Los restos de Saari fueron encontrados el 11 de octubre de 1953 enterrados en un pantano. Su cabeza estaba envuelta en su abrigo, estaba desnuda de cintura para abajo y también el sujetador estaba medio arrancado. A posteriori habían clavado un palo sobre la fosa que al sobresalir reveló la ubicación. Cerca se encontró tirada su bufanda envolviendo uno de sus zapatos y un calcetín de hombre. Las marcas de dientes en la tela sugieren que se usó como mordaza. Faltaban su reloj de pulsera, su bolso de tela roja y su libro de himnos. Su bicicleta había sido descubierta en verano en otra área pantanosa. Le habían desinflado las ruedas para que se hundiera más rápidamente pero una bajada en el nivel del agua la dejó al descubierto. No tenía ningún daño, apuntando a que no había sido un accidente. Los servicios funerarios se llevaron a cabo en la Iglesia de Isojoki el 25 de octubre; se estima que asistieron unas 25.000 personas, cuatro veces más que la población total del municipio por entonces.

## Sospechosos

### Kauko Kanervo
Inicialmente, el principal sospechoso del caso era Kauko Kanervo, el párroco de la iglesia, que permaneció bajo investigación durante varios años. Kanervo se había mudado a Merikarvia tres semanas antes del asesinato y se informó que estuvo en el área la noche de la desaparición de Saari. Una investigación determinó que Kanervo pasaba las horas de la noche en la casa parroquial. Teniendo en cuenta todo menos 20 minutos de su tiempo, las autoridades dedujeron que el sacerdote no pudo haber tenido tiempo suficiente para ir a Isojoki (a 6 kilómetros de Merikarvia), ya que no tenía licencia de conducir ni automóvil.

### Hans Assman
La esposa de Hans Assmann, un presunto espía de la KGB y sospechoso de los asesinatos del lago Bodom en 1960, informó que su esposo y su chofer estaban cerca de Isojoki en el momento del asesinato. Assmann también poseía un Opel marrón claro, el mismo tipo de automóvil que varios testigos habían visto cerca de la escena del crimen. La esposa de Assmann también informó que faltaba uno de los calcetines de su esposo y que sus zapatos estaban mojados cuando regresó a casa la noche del asesinato. También apreció abolladuras en el auto. Unos días después, los dos hombres supuestamente se fueron nuevamente, pero esta vez trajeron una pala con ellos. Los investigadores posteriores determinaron que el asesino de Saari debe haber sido zurdo, y Assmann lo era.
Según los informes, en 1997, Assmann confesó su participación en el crimen a un ex oficial de policía, Matti Paloaro, y se atribuyó la responsabilidad de la muerte de Saari. Assmann afirmó que la muerte fue causada por un accidente automovilístico cuando su automóvil, conducido por su chofer, chocó con Saari en la oscuridad; para ocultar la evidencia de la participación del conductor, los dos hombres escenificaron el caso como un asesinato. Según Paloaro, Assmann dijo en su lecho de muerte: "Una cosa, sin embargo, te puedo decir de inmediato... porque es la más antigua, y en cierto modo fue un accidente, que había que encubrir. De lo contrario, nuestro viaje habría sido revelado. Aunque mi amigo era un buen conductor, el accidente era inevitable. Supongo que sabes a lo que me refiero".

### Vihtori Lehmusviita
Vihtori Lehmusviita estuvo en un hospital psiquiátrico durante largos períodos y murió en 1967, después de lo cual su caso fue archivado. El hombre del que la policía sospechó en el momento, residía en Isojoki y tenía 38 años; vivía dentro de 1 o 2 km del radio de la escena del crimen. En la década de 1940, Lehmusviita fue declarado culpable de un delito sexual y se determinó que tenía una enfermedad mental. La policía sospechaba que Lehmusviita recibió ayuda de un cuñado de 37 años, que tenía antecedentes penales, para encubrir el crimen. Tanto Lehmusviita como su cuñado conocían muy bien el terreno local, ya que tenían un campo de labradío común situado a cincuenta metros de donde se encontró a Saari. Había una pala en el campo que se usó para cavar la tumba.
La madre y la hermana de Lehmusviita le dieron una coartada para la noche del asesinato, diciendo que estaba en la cama a las 19:00 horas después de beber mucho. Cuando interrogaron a Lehmusviita, dijo que Saari ya no estaba viva y que su cuerpo nunca sería encontrado. Posteriormente, retiró su declaración alegando que había sido malinterpretado. Lehmusviita y su cuñado fueron interrogados en el otoño de 1953. Poco después de este incidente, el cuñado se mudó a Ostrobotnia Central y luego a Suecia. Lehmusviita fue interrogado nuevamente mientras estaba en un hospital psiquiátrico para recibir tratamiento, pero su médico detuvo la entrevista cuando su comportamiento se volvió extraño y confuso.